# Neocnemodon carinatus
Neocnemodon carinatus là một loài ruồi trong họ Ruồi giả ong (Syrphidae). Loài này được Curran mô tả khoa học đầu tiên năm 1921. Neocnemodon carinatus phân bố ở miền Tân bắc (Greenland)